# Liste der Naturdenkmale in Donzdorf
| Naturdenkmale | Anzahl |
| ------------- | ------ |
| FND           | 19     |
| END           | 21     |
| Gesamt        | 40     |

Die Liste der Naturdenkmale in Donzdorf nennt die verordneten Naturdenkmale (ND) der im baden-württembergischen Landkreis Göppingen liegenden Stadt Donzdorf. In Donzdorf gibt es insgesamt 40 als Naturdenkmal geschützte Objekte, davon 19 flächenhafte Naturdenkmale (FND) und 21 Einzelgebilde-Naturdenkmale (END).
Stand: 31. Oktober 2016.

## Flächenhafte Naturdenkmale (FND)
| Name                                               | Bild | Kennung     | Einzelheiten                               | Position | Fläche Hektar | Datum         |
| -------------------------------------------------- | ---- | ----------- | ------------------------------------------ | -------- | ------------- | ------------- |
| Brachland Baierhalde                               | BW   | 81170150038 | Donzdorf                                   | ⊙        | 0,4           | 15. Dez. 1999 |
| Erlenbruch Hürbelsbach                             | BW   | 81170150040 | Donzdorf                                   | ⊙        | 0,2           | 15. Dez. 1999 |
| Feuchtbiotop Strut                                 | BW   | 81170150036 | Donzdorf                                   | ⊙        | 0,2           | 15. Dez. 1999 |
| Feuchtgebiet Erbsenäcker                           | BW   | 81170150043 | Donzdorf                                   | ⊙        | 1,9           | 15. Dez. 1999 |
| Hohlweg mit 8 Eichen (Katzensteige)                | BW   | 81170150010 | Donzdorf                                   | ⊙        | 0,1           | 22. Okt. 1984 |
| Kuhfels                                            | BW   | 81170240015 | Donzdorf, Geislingen an der Steige, Kuchen | ⊙        | 1,1           | 22. Okt. 1984 |
| Magerrasen Waldenbühl                              | BW   | 81170150041 | Donzdorf                                   | ⊙        | 2,6           | 15. Dez. 1999 |
| Magerwiese Rindersteig                             | BW   | 81170150035 | Donzdorf                                   | ⊙        | 3,2           | 15. Dez. 1999 |
| Magerwiese und Brachland Eichbühl                  | BW   | 81170150039 | Donzdorf                                   | ⊙        | 2,1           | 15. Dez. 1999 |
| Messelstein                                        | BW   | 81170150007 | Donzdorf                                   | ⊙        | 0,5           | 22. Okt. 1984 |
| Pflanzenstandort Kupfersteigholz                   | BW   | 81170150009 | Donzdorf                                   | ⊙        | 4,6           | 22. Okt. 1984 |
| Pflanzenstandort Magerwiese Weinhalde              | BW   | 81170150013 | Donzdorf                                   | ⊙        | 2,5           | 22. Okt. 1984 |
| Röhricht Strietmühle                               | BW   | 81170150003 | Donzdorf                                   | ⊙        | 0,2           | 22. Okt. 1984 |
| Rötelstein                                         | BW   | 81170150024 | Donzdorf                                   | ⊙        | 0,6           | 22. Okt. 1984 |
| Spatzenloch westl. Oberweckerstell                 | BW   | 81170150028 | Donzdorf                                   | ⊙        | 0,2           | 22. Okt. 1984 |
| Steinbruch Hochberg                                | BW   | 81170150025 | Donzdorf                                   | ⊙        | 0,2           | 22. Okt. 1984 |
| Teich beim Ilgenhof                                | BW   | 81170150021 | Donzdorf                                   | ⊙        | 0,2           | 22. Okt. 1984 |
| Unterlauf des Reichenb.v.d.Einmünd.i.d.Lauter b... | BW   | 81170150019 | Donzdorf                                   | ⊙        | 2,4           | 22. Okt. 1984 |
| Wacholderheide Wolfsgrube                          | BW   | 81170150042 | Donzdorf                                   | ⊙        | 1,4           | 15. Dez. 1999 |
| Legende für Naturdenkmal                           |      |             |                                            |          |               |               |

## Einzelgebilde (END)
| Name                                         | Bild | Kennung     | Einzelheiten | Position | Fläche Hektar | Datum         |
| -------------------------------------------- | ---- | ----------- | ------------ | -------- | ------------- | ------------- |
| Berghof-Linden                               | BW   | 81170150034 | Donzdorf     | ⊙        | 0,0           | 15. Dez. 1999 |
| Breite-Eichen                                | BW   | 81170150033 | Donzdorf     | ⊙        | 0,0           | 15. Dez. 1999 |
| Lindenallee im Winzinger Schloßgarten        | BW   | 81170150015 | Donzdorf     | ⊙        | 0,0           | 22. Okt. 1984 |
| Täscherhof-Linden                            | BW   | 81170150032 | Donzdorf     | ⊙        | 0,0           | 15. Dez. 1999 |
| 1 Buche am Mittelfeld                        | BW   | 81170150027 | Donzdorf     | ⊙        | 0,0           | 22. Okt. 1984 |
| 1 Eiche, Tal, unweit Straße n.Reichenbach    | BW   | 81170150030 | Donzdorf     | ⊙        | 0,0           | 22. Okt. 1984 |
| 1 Eiche, 3 Silberweiden südöstl.Schloßgarten | BW   | 81170150031 | Donzdorf     | ⊙        | 0,0           | 22. Okt. 1984 |
| 1 Linde am Birkhof                           | BW   | 81170150026 | Donzdorf     | ⊙        | 0,0           | 22. Okt. 1984 |
| 1 Linde am Bühlhof                           | BW   | 81170150008 | Donzdorf     | ⊙        | 0,0           | 22. Okt. 1984 |
| 1 Linde Brunnenfeld (nördl.Ilgenhof)         | BW   | 81170150005 | Donzdorf     | ⊙        | 0,0           | 22. Okt. 1984 |
| 1 Linde, Hohe Halde nördl.Ilgenhof           | BW   | 81170150020 | Donzdorf     | ⊙        | 0,0           | 22. Okt. 1984 |
| 1 Salweide, Große Lehr                       | BW   | 81170150014 | Donzdorf     | ⊙        | 0,0           | 22. Okt. 1984 |
| 2 Eichen auf dem Ramsberg (westl.Schloß)     | BW   | 81170150023 | Donzdorf     | ⊙        | 0,0           | 22. Dez. 1984 |
| 2 Eschen am Mittelfeld                       | BW   | 81170150006 | Donzdorf     | ⊙        | 0,0           | 22. Okt. 1984 |
| 2 Linden bei der Kirche in Reichenbach       | BW   | 81170150037 | Donzdorf     | ⊙        | 0,0           | 15. Dez. 1999 |
| 2 Linden bei Hübelsbach                      | BW   | 81170150011 | Donzdorf     | ⊙        | 0,0           | 22. Okt. 1984 |
| 2 Linden nördl.dem Birkenhof                 | BW   | 81170150022 | Donzdorf     | ⊙        | 0,0           | 22. Okt. 1984 |
| 3 Hainbuchen beim Kupfersteigholz            | BW   | 81170150017 | Donzdorf     | ⊙        | 0,0           | 22. Okt. 1984 |
| 5 Linden am Messelhof                        | BW   | 81170150018 | Donzdorf     | ⊙        | 0,0           | 22. Okt. 1984 |
| 7 Linden, 2 Eschen in Oberweckerstell        | BW   | 81170150002 | Donzdorf     | ⊙        | 0,0           | 22. Okt. 1984 |
| 9 Linden und 6 Eschen bei Oberweckerstell    | BW   | 81170150001 | Donzdorf     | ⊙        | 0,0           | 22. Okt. 1984 |
| Legende für Naturdenkmal                     |      |             |              |          |               |               |